# Nicolás Llambías
Nicolás Llambías Carvalho (Paysandú, 4 de setembro de 1998) é um jogador de vôlei de praia uruguaio.

## Carreira
Em 2022, formou dupla com Andrés Stoll na etapa do circuito sul-americano 2021-22 em Montevidéu quando finalizaram na nona posição, obtendo o mesmo desempenho com Esteban Bailón quando disputou a etapa de Viña del Mar, além do décimo terceiro lugar na etapa de Mollendo, a quinta posição em Cochabamba e o nono lugar no Finals CSV 2021-22 realizado em Uberlândia. E com Lucas Mocellini  disputou os Jogos Sul-Americanos de 2022 em Assunção e terminaram na quinta posição.
Em 2023, conquistou o quinto lugar na etapa sul-americana de Rancagua ao lado de Esteban Bailón, depois, mesma posição quando esteve com Hans Hannibal na etapa de San Juan (Argentina), e com Lucas Mocellini ainda terminou em nono de Santiago, posteriormente retoma a dupla com Hans Hannibal terminando na trigésima terceira posição no Challenge de Itapema e vigésimo quinto lugar no Challenge de Saquarema, e o quinto lugar no circuito sul-americano em Río Hondo e nono no Finals CSV 2022-23 em Uberlândia; ainda juntos conquistaram a medalha de prata nos Jogos Sul-Americanos de Praia de 2023 em Santa Marta (Colômbia), no circuito mundial terminaram na quinta posição no Future de Miguel Pereira, mesmas posição no circuito sul-americano em Lima e Caiena, além do nono lugar na edição dos Jogos Pan-Americanos de 2023.